# Котляров, Александр Сергеевич (российский футболист)
Алекса́ндр Серге́евич Котляро́в (30 декабря 1983, Уссурийск, Приморский край, СССР) — российский футболист, вратарь.

## Карьера
Является воспитанником уссурийского футбола. Свою профессиональную карьеру начал в Белоруссии в 2002 году. Выступал в составе минских СКВИЧ, «Локомотива» и МТЗ-РИПО, став бронзовым призёром чемпионата, обладателем и финалистом Кубка Белоруссии. В 2006 году вернулся в Россию в «Сибирь». В 2008 году с нижегородской «Волгой» вышел в Первый дивизион. C 2009 года — вратарь «Луча-Энергии». По результатам голосований на официальном сайте клуба, признавался болельщиками лучшим игроком команды в 2009 и 2010 годах. Сезон 2012/13 провёл в «Урале», став победителем первенства ФНЛ. 1 июля 2013 года вернулся в «Луч-Энергию», пропустил больше половины сезона из-за травмы. Летом 2014 года пополнил ряды «Факела», по окончании сезона вернулся вместе с командой в первенство ФНЛ. С 2015 года в третий раз играл за «Луч».

## Достижения

### Командные
- Бронзовый призёр чемпионата Белоруссии: 2005
- Обладатель Кубка Белоруссии: 2005[5]
- Финалист Кубка Белоруссии: 2003[6]
- Победитель первенства ФНЛ: 2012/13
- Обладатель Кубка ФНЛ (2): 2013, 2014
- Победитель Второго дивизиона (2): 2008 (зона «Урал-Поволжье»), 2014/15 (зона «Центр»)

### Личные
- Рекордсмен «Луча» по числу проведенных матчей в первенстве России: 186 матчей

## Личная жизнь
Жена Ольга, сын Данил и дочь.